# Kokkedals slott, Jylland
För andra betydelser, se Kokkedals slott.

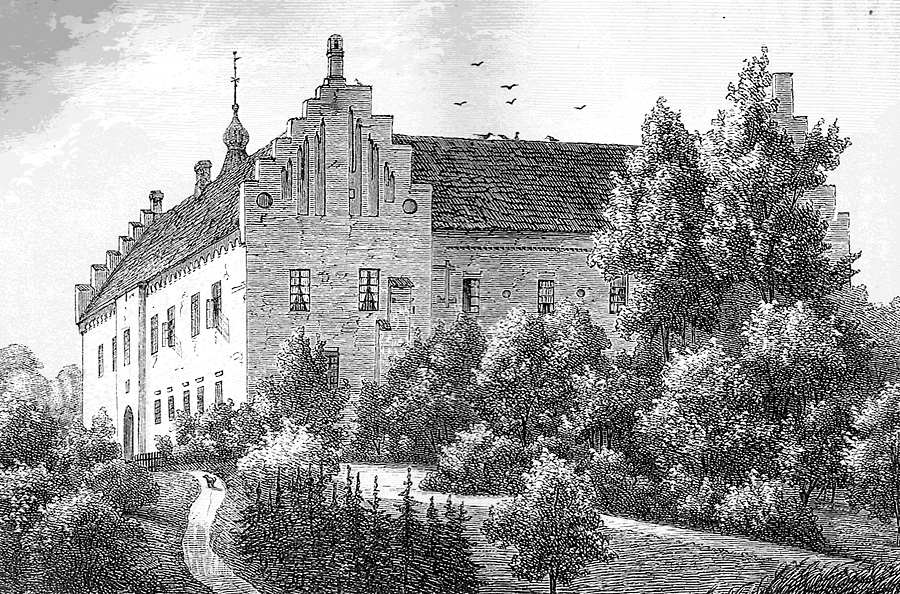
Kokkedals Slott.

Kokkedals slott är ett slott på Jylland i Östra Han härad, en fjärdedels mil norr om Limfjorden.
Gården omtalas redan i början av 1400-talet, men blev förstörd under bondeupproren under århundradet, och återuppbyggdes av riddar Anders Nilsen (Banner). Han bannlystes av påven efter en ägotvist med sina grannar, men blev senare frikänd från sitt bann. Hans sonson Erik Banner fick 1518 Kalø slott i förläning, och höll där sin släkting Gustav Vasa som gisslan. Banner som utfäst 1600 "gylden" för Gustav och tvingades betala dem till kungen, krävde senare Gustav Vasa på dessa pengar men fick aldrig några. Han förblev dock i danska kungarnas gunst och fick flera förläningar, samt fick 1537 motta till en mängd klosterjord som lades till slottet i Kokkedal. Efter hans död ärvde sonen Frans Banner godset, och det gick efter honom i arv till dottern Karen Banner, gift med Henrik Lykke.
Paret lät 1596 uppföra slottets nuvarande huvudbyggnad.